# Блинов, Борис Павлович
Бори́с Па́влович Блино́в (19 апреля 1909 года, Таллин — 4 марта 1982 года, Таллин) — эстонский и советский артист балета, заслуженный артист Эстонской ССР (1957). Один из основоположников балета в Эстонии.
Русский по происхождению. До 1926 года учился в Таллинской русской гимназии, обучался танцу в танцевальной студии «Gerd Neggo» и в учебной группе Рахели Олбрей (Rahel Olbrei) при театре «Эстония» (ныне Национальная опера «Эстония») в Таллине.
С 1926 по 1963 год выступал на сцене таллинского театра «Эстония». Был солистом балета и балетмейстером-ассистентом.
Исполнитель характерных партий, в том числе: Кратть («Кратть», Э.Тубин), Гирей («Бахчисарайский фонтан»), Фальстаф («Виндзорские насмешницы», В. Оранский), Сорте («Калевипоэг», Э. Капп), Квазимодо («Эсмеральда»), Командор («Лауренсия»).
Похоронен на Таллинском Лесном кладбище.

## Награды и звания
- Лауреат государственной премии Эстонской ССР 1949 года за партию Сорте («Калевипоэг», Э. Капп)
- Орден «Знак Почёта» (30.12.1956)
- Заслуженный артист Эстонской ССР (1957)[2]